# Morningside (Maryland)
Morningside es un pueblo ubicado en el condado de Prince George en el estado estadounidense de Maryland. En el año 2010 tenía una población de 2015 habitantes y una densidad poblacional de 1.343,33 personas por km².

## Geografía
Morningside se encuentra ubicado en las coordenadas 38°49′32″N 76°53′25″O / 38.82556, -76.89028.

## Demografía
Según la Oficina del Censo en 2000 los ingresos medios por hogar en la localidad eran de $56,429 y los ingresos medios por familia eran $61,364. Los hombres tenían unos ingresos medios de $38,958 frente a los $35,694 para las mujeres. La renta per cápita para la localidad era de $22,333. Alrededor del 6.4% de la población estaba por debajo del umbral de pobreza.